# La Damoiselle élue (Debussy)
Pour les articles homonymes, voir La Damoiselle élue.
La Damoiselle élue est un poème lyrique pour 2 voix de femme solo, chœur et orchestre composé par Claude Debussy en 1887-1888 sur un texte de Dante Gabriel Rossetti, traduit par Gabriel Sarrazin.

## Histoire
Familier des mardis de Mallarmé, Claude Debussy s'intéresse au mouvement symboliste et s'inspirera peu après d'un poème de Stéphane Mallarmé pour son Prélude à l'Après-midi d'un faune. La lecture d'une anthologie de poésie anglaise traduite par Gabriel Sarrazin, Poètes modernes d'Angleterre (1883) lui donne l'idée de composer une cantate sur La Damoiselle élue (en) (1850) du poète et peintre préraphaélite Dante Gabriel Rossetti. Il confiera avoir voulu composer « un petit oratorio dans une note mystique un peu païenne » (lettre à André Poniatowski du 9 septembre 1892). La Damoiselle élue appartient à la même époque de composition que les Cinq poèmes de Charles Baudelaire, une période influencée par la musique de Richard Wagner. Le compositeur allait s'éloigner de cette influence musicale, tout en restant fidèle à la littérature symboliste, pour composer son opéra Pelléas et Mélisande. Des motifs tels que les fleurs de lys reviendront aussi dans sa musique de scène pour Le Martyre de saint Sébastien (1910-1911).
L'œuvre est dédiée au compositeur Paul Dukas. Claude Debussy envoie sa partition à l'Académie des beaux-arts comme troisième envoi de Rome. La partition pour chant et piano est publiée en 1892.
La Damoiselle élue est créée à Paris, à la société nationale de musique, par Julia Robert et Thérèse Roger, sous la direction de Gabriel Marie,, le 8 avril 1893. C'est la première fois qu'une œuvre pour orchestre du compositeur est jouée. Cette première est un succès, le critique Pierre Lalo écrit dans Le Temps : « telles sont la grâce et la délicatesse de son goût que toutes ses audaces sont heureuses ». Certains critiques reprochent cependant à l'œuvre d'être « très sensuelle et décadente ».
Claude Debussy révise sa partition pour l'orchestration en 1902.

## Argument
« La Damoiselle élue s’appuyait sur la barrière d’or du ciel ».
Du haut du paradis, une jeune fille se lamente sur l'absence de son amant. Sur Terre, ce dernier croit sentir sa présence.
Son exécution demande une vingtaine de minutes.

## Discographie
- Bidu Sayão et Rosalind Nadell, avec l'Orchestre de Philadelphie dirigé par Eugene Ormandy, années 1947 (Columbia).
- Madeleine Gorge et Jacqueline Joly, avec l'Orchestre national de la radiodiffusion française dirigé par Désiré-Émile Inghelbrecht, années 1950 (Testament).
- Carol Smith et Victoria de los Ángeles, avec l'Orchestre symphonique de Boston dirigé par Charles Munch, 1955 (RCA Victor).
- Jeanne Deroubaix et Suzanne Danco, avec l'Orchestre symphonique de la WDR de Cologne dirigé par Marcel Couraud, 1957.
- Jocelyne Taillon et Barbara Hendricks, avec l'Orchestre de Paris dirigé par Daniel Barenboim, 1977 (Deutsche Grammophon).
- Glenda Maurice et Ileana Cotrubaș, avec l'Orchestre symphonique de la radio de Stuttgart dirigé par Gary Bertini, 1981 (Orfeo).
- Brigitte Balleys et Maria Ewing, avec l'Orchestre symphonique de Londres dirigé par Claudio Abbado, 1987 (Deutsche Grammophon).
- Paula Rasmussen et Dawn Upshaw, avec l'Orchestre philharmonique de Los Angeles dirigé par Esa-Pekka Salonen, 1994 (Sony).
- Sylvie Sullé et Mireille Delunsch, avec l'Orchestre national de Lille dirigé par Jean-Claude Casadesus, 1995 (Harmonia mundi).